# William Robyn
Johann Wilhelm (Emmerik (Rin del Nord-Westfàlia, Alemanya), 16 de febrer, 1814 - Saint Louis (Missouri, Estats Units), 2 de març, 1905), va ser un compositor, educador musical, director d'orquestra i tocador de 22 instruments diferents americà-alemany. Va ser pare d'Alfred George Robyn, també compositor, professor de música, director d'orquestra, organista i pianista, i germà d'Henry Robyn (1830-1878), també pianista, violoncel·lista, compositor i escriptor.

## Biografia
Robyn havia estudiat a Emmerik amb el professor Moehren i el professor Bolte. Es va convertir en organista a Emmerik a una edat primerenca. Va emigrar als Estats Units, arribant a Saint Louis, Missouri, el 30 de novembre de 1837. Esdevingué organista de l'església de Sant Francesc Xavier i de la pro catedral de Sant Joan. Inicialment va ser professor de música al Col·legi dels Jesuïtes. En aquesta universitat va ensenyar a molts estudiants a tocar instruments de vent, que el seu germà Henry Robyn li va enviar des de Bèlgica. Més tard, a partir d'aquests estudiants, va formar la "St. Louis Brass Band", que de vegades també actuava amb el nom de "St. Louis German Brass Band", per exemple durant les festes d'obertura de la Sala de Concerts de Saint Louis el 30 de desembre de 1839.
De 1838 a 1852 va ser professor de música a la Universitat de Saint Louis (SLU) a Saint Louis, Missouri. Robyn va ser durant diversos anys com a directora musical de l'Acadèmia del Sagrat Cor de Saint Louis. També va ser membre de l'Orquestra Filharmònica de Saint Louis.
El 1839 va cofundar la St. Louis Brass Band. De 1845 a 1855 va ser director de la "Polyhymnia Orchestra" de la "St. Louis Musical Society Polyhymnia". Era l'orquestra preeminent de Saint Louis en aquell moment.
Com a compositor va escriure una Gran Marxa per a orquestra de vent. Aquesta obra va ser interpretada amb el solista de flauta Leopold Carriere durant un concert a la "Sala de Concerts" el 4 de gener de 1840. Diverses de les seves cançons i peces breus per a piano es van publicar a la revista mensual de la St. Louis Musical Society Polyhymnia, de la qual ell i el seu germà Henry van ser els editors. A més, a la biblioteca de la "Missouri Historical Society" es coneix un manuscrit d'un Trio (Suite of Valses), per a violí, violoncel i piano. Però les obres més conegudes van ser, sens dubte, la Missa en do menor per a cor mixt i les seves Vespres de Festa Major de la mateixa època.